# DR990
Dresser-Rand DR990 är en tvåaxlad centrifugal-flödes industriell gasturbin maskin i 4,5 MW klassen. Med hög verkningsgrad i en tre stegs kraftturbin. Utvecklingen DR-990 gjordes delvis av det amerikanska försvarsdepartementet genom US Navy av då Garrett men slutfördes och såldes av Dresser-Rand. 1997 köpte Volvo Aero (nuvarande GKN Aerospace Sweden) rättigheterna till gasturbinen. Den har Power Class. 4.400 kW (ISO bas rating). Det finns idag ingen ny tillverkning utan GKN Aerospace Sweden fokuserar på eftermarknaden för maskinen att utveckla förbättrade lösningar. Har minst 100 DR 990 installerats. Tillämpningar omfattar elproduktion (inklusive kraftvärmeanläggningar) och mekanisk belastning (särskilt inom olje- och gasindustrin).